# ریچارد لی (بازیکن فوتبال)
ریچارد لی (انگلیسی: Richard Lee؛ زادهٔ ۵ اکتبر ۱۹۸۲) بازیکن فوتبال اهل بریتانیا است.
از باشگاه‌هایی که در آن بازی کرده‌است می‌توان به باشگاه فوتبال فولام، باشگاه فوتبال بلکبرن روورز، باشگاه فوتبال برنتفورد، باشگاه فوتبال واتفورد، و باشگاه فوتبال همپتون و ریچموند بورو اشاره کرد.
وی همچنین در تیم‌های ملی فوتبال زیر ۱۸ سال انگلستان و زیر ۲۰ سال انگلستان بازی کرده‌است.